# Chmeliwka (obwód żytomierski)
Chmeliwka (ukr. Хмелівка) – wieś na Ukrainie, w obwodzie żytomierskim, w rejonie olewskim, nad Uborcią. W 2001 roku liczyła 379 mieszkańców.